# Magyar Munkáspárt
Die Ungarische Arbeiterpartei (ungarisch Magyar Munkáspárt) ist eine 1989 entstandene Partei in Ungarn. Sie vertritt einen marxistisch-leninistischen Standpunkt.
1989 als Ungarische Sozialistische Arbeiterpartei gegründet, hieß die Partei von 1993 bis 2005 bereits einmal Ungarische Arbeiterpartei. Von 2005 bis 2013 nannte sie sich Ungarische Kommunistische Arbeiterpartei.

## Geschichte und Namensgebung
Entstanden ist die Partei am 17. Dezember 1989 aus Mitgliedern der bis dahin regierenden Ungarischen Sozialistischen Arbeiterpartei (MSZMP), die Reformen hin zu einer Marktwirtschaft und die Aufgabe des bisherigen sozialistischen Systems ablehnten, während die bisherige MSZMP zur sozialdemokratisch orientierten Ungarischen Sozialistischen Partei transformiert wurde.
Die Partei hat bislang niemals Sitze im ungarischen Parlament erringen können. Auf kommunaler Ebene stellte die Partei einen Bürgermeister, zwei Vizebürgermeister und fünf kommunale Abgeordnete (Stand 2009).
Die Partei trat zum 1. Mai 2009 aus der EU-Partei Europäische Linke aus, zu deren Gründungsmitgliedern sie gehört hatte.
Am 11. Mai 2013 musste die Partei die Bezeichnung als kommunistisch aus ihrem Namen streichen, da ein Gesetz den öffentlichen Gebrauch von „mit den autoritären Regimen des 20. Jahrhunderts“ verbundenen Namen unter Strafe stellte. Darunter werden auch Begriffe wie Befreiung, Marxismus, Sozialismus oder eben Kommunismus gefasst. Seitdem trägt die Partei ihren heutigen Namen.
Von ihrer Gründung 2013 bis zu ihrer Auflösung 2023 war Munkáspárt Mitglied der Initiative kommunistischer und Arbeiterparteien Europas.

## Abspaltungen
1993 kam es in Folge der Namensänderung zu einer größeren Abspaltung unter dem bisherigen Namen Ungarische Sozialistische Arbeiterpartei.
2005 kam es in Folge der erneuten Namensänderung unter der Führung von János Fratanolo ebenfalls zu einer Abspaltung unter dem Namen Ungarische Arbeiterpartei – Europäische Linke. Diese ist seit 2009 Mitglied der Europäischen Linkspartei.

## Medien
Die Partei gibt die Wochenzeitung A Szabadság (deutsch Die Freiheit) heraus.

## Wahlergebnisse
| Jahr | Wahl                   | Stimmen | %      |
| ---- | ---------------------- | ------- | ------ |
| 1990 | Ungarisches Parlament  | 131.444 | 3,68 % |
| 1994 | Ungarisches Parlament  | 177.458 | 3,18 % |
| 1998 | Ungarisches Parlament  | 165.461 | 3,95 % |
| 2002 | Ungarisches Parlament  | 108.732 | 2,16 % |
| 2004 | Europäisches Parlament | 56.221  | 1,83 % |
| 2006 | Ungarisches Parlament  | 21.955  | 0,41 % |
| 2009 | Europäisches Parlament | 27.817  | 0,96 % |
| 2010 | Ungarisches Parlament  | 5.606   | 0,11 % |
| 2014 | Ungarisches Parlament  | 12.712  | 0,56 % |
| 2018 | Ungarisches Parlament  | 13.613  | 0,25 % |
| 2022 | Ungarisches Parlament  | 8.678   | 0,16 % |

## Parteitage
Die Zählung der Parteitage beginnt nach dem XIII. Parteitag der MSZMP 1985. Deren XIV. Parteitag bedeutete die Umwandlung in die MSZP und wird von der Munkáspárt daher nicht mitgezählt.
| Bezeichnung      | Datum                          |
| ---------------- | ------------------------------ |
| XIV. Parteitag   | Dezember 1989                  |
| XV. Parteitag    | 1992                           |
| XVI. Parteitag   | 1994                           |
| XVII. Parteitag  | 1998                           |
| XVIII. Parteitag | 1999                           |
| XIX. Parteitag   | 2001                           |
| XX. Parteitag    | 2003                           |
| XXI. Parteitag   | 4. Juni 2005 17. Dezember 2005 |

| Datum            | Bezeichnung                    |
| ---------------- | ------------------------------ |
| XXII. Parteitag  | 4. November 2006               |
| XXIII. Parteitag | 11. Dezember 2010 14. Mai 2011 |
| XXIV. Parteitag  | 26. Mai 2012                   |
| XXV. Parteitag   | 11. Mai 2013                   |
| XXVI. Parteitag  | 2015                           |
| XXVII. Parteitag | 2018                           |